# Droit international privé en Suisse
Le droit international privé est la branche du droit qui étudie le règlement des différents droits privés présentant au moins un caractère d'extranéité, que les parties soient de nationalités différentes, résident dans des pays différents, ou soient liées par des engagements pris dans un pays autre que leur pays de résidence.

## Base légale
En Suisse, les questions de droit international privé sont traitées par la Loi fédérale sur le droit international privé (LDIP), sous réserve de Convention internationale.